# Poison Idea
Poison Idea va ser un grup estatunidenc de punk rock format a Portland l'any 1980.

## Història
Poison Idea va ser fundat el 1980 pel cantant Jerry A (també conegut com Jerry Lang) sota la influència de Public Image Ltd.. La formació inicial estava formada per Jerry A., Chris Tense al baix i Henry Bogdan a la bateria. Poison Idea va seguir l'ètica punk del grup californià Germs. El debut de Poison Idea, l'EP Pick Your King de 1983, va ser una explosió de fúria hardcore punk, amb un disseny que presentava a Jesús a la coberta i a Elvis Presley a la contracoberta.
Després de diversos canvis de formació fins a dissoldre's el 1998, Jerry A i el guitarrista Pig Champion van tornar a ressuscitar Poison Idea amb nous membres l'any 2000 per a gravar nou material que es va publicar l'any 2006 en forma de LP The Latest Will and Testament. Abans de la publicació de l'àlbum, el 31 de gener de 2006, Tom «Pig Champion» Roberts va ser trobat mort a casa seva.
El 2015, Poison Idea va publicar l'LP Confuse & Conquer amb Southern Lord Records. L'àlbum va comptar amb el retorn de l'antic guitarrista Eric «Vegetable» Olsen. El desembre de 2018, Metallica va interpretar una versió de «Taken by surprise» de Poison Idea, del disc Feel the Darkness. Anteriorment, Negu Gorriak havia inclòs una versió de «Getting the fear» a l'àlbum de 1996 Salam, agur.
Steven «Thee Slayer Hippy» Hanford, antic bateria, va morir d'un atac de cor als 50 anys el 22 de maig de 2020. El 2022, Jerry A. Lang va publicar una autobiografia de tres parts titulada Black Heart Fades Blue amb l'editorial Rare Bird Books.

## Discografia

### Àlbums d'estudi
- 1986 Kings of Punk LP (Pusmort Records)
- 1987 War All the Time LP (Alchemy Records)
- 1990 Feel the Darkness LP (Vinyl Solution i American Leather)[14]
- 1992 Blank Blackout Vacant LP (Taang Records i Vinyl Solution)
- 1993 We Must Burn LP (Vinyl Solution i Tim/Kerr)
- 2006 Latest Will and Testament CD/LP (Farewell Records i Network of Friends)
- 2015 Confuse & Conquer CD/LP (Southern Lord Records)